# B.I.T.C.H.
B.I.T.C.H. — песня американской рэперши Megan Thee Stallion. Она была выпущена 24 января 2020, как ведущий сингл с её третьего мини-альбома Suga. Она была встречена позитивными отзывами и заняла 31 позицию в американском чарте Billboard Hot 100. Для продвижения песни Меган исполнила её на The Tonight Show Starring Jimmy Fallon.

## История и релиз
16 января 2020 Меган Пит выложила сниппет сингла в Instagram. В «B.I.T.C.H.» используются семплы из композиций Bootsy Rubber Band «I’d Rather Be With You» (1976) и Тупака «Ratha Be Ya Nigga» (1996).
Песня дебютировала и достигла 31-й позиции в чарте Billboard Hot 100 и 9-й позиции в американском чарте Rolling Stone 100.

## Музыкальное видео
Видеоклип на песню был выпущен 6 марта 2020, в день релиза мини-альбома Suga. Режиссёром видео стал Эйф Ривера.

## Чарты
| Чарт (2020)                           | Высшая позиция |
| ------------------------------------- | -------------- |
| Новая Зеландия (Recorded Music NZ)    | 12             |
| США (Billboard Hot 100)               | 31             |
| США (Billboard Hot R&B/Hip-Hop Songs) | 15             |

## Сертификации
| Регион | Сертификация | Продажи |
| --- | ------------ | ------- |
| США (RIAA) | Золотой      | 500 000 |
| * Данные о продажах приведены только на основе сертификации. · ^ Данные о тиражах приведены только на основе сертификации. · Данные о продажах + прослушиваниях приведены только на основе сертификации. |              |         |